# Majlis Granlund
Majlis Granlund, född 1 mars 1925 i Vasa, död 6 december 1991 i Korsholm, var en finlandssvensk skådespelare.
Granlund var fast anställd vid Wasa Teater 1947–1956, därefter engagerad för roller i Vasa, på Lilla Teatern i Helsingfors och på Åbo Svenska Teater. Hon gestaltade övertygande många bärande roller, bland annat Boman i Swedenhielms, Aase i Peer Gynt, fru Alving i Gengångare, modern i Blodsbröllop och Bertolt Brechts Mor Courage. I Hans Fors Korsholmsspelet gjorde hon en märgfull och gripande insats vid sommarspelen i Gamla Vasa på 1960- och 1970-talen. Hon har även verkat som regissör för amatörer bland annat på Juthbacka sommarteater. Hon gästade Stockholms stadsteater och Riksteatern i Sverige som Faster i Werner Aspenströms pjäs med samma namn, som uppfördes på Wasa Teater 1981–1982.
Granlund var gift med Wasa Teaters dekoratör Harry Öhman.

## Filmografi (urval)
- 1979 – Kristoffers hus
- 1980 – Barnens ö
- 1982 – Avskedet
- 1982 – Fanny och Alexander
- 1986 – Esarparen (TV)
- 1988 – En far
- 1989 – Flickan vid stenbänken (TV)
- 1989 – Kajsa Kavat
- 1990 – Från de döda
- 1992 – Söndagsbarn

## Teater

### Roller (ej komplett)
| År   | Roll | Produktion                    | Regi               | Teater      |
| ---- | ---- | ----------------------------- | ------------------ | ----------- |
| 1961 |      | Strömkarlen Björn-Erik Höijer | Lars-Erik Liedholm | Wasa Teater |

### Fotnoter
1. ↑  ”Majlis Granlund”. IMDb.com. http://www.imdb.com/name/nm0335176/. Läst 8 juli 2012.
2. ↑  Granlund, Majlis i Uppslagsverket Finland (webbupplaga, 2012). CC-BY-SA 4.0
3. ↑  Wasa teater
4. ↑  Ek (14 november 1960). ”Klart för urpremiär på nytt Höijer-drama”. Dagens Nyheter:  s. 15. https://arkivet.dn.se/tidning/1960-11-14/310/15. Läst 26 juli 2015.